# Pamphilosz Migmatopolész
Pamphilosz Migmatopolész (1. század első fele) ókori  görög orvos.
Rómában működött. Melléknevét onnan nyerte, hogy amikor Tiberius császár uralkodásának idejében Rómában a mentagra nevű, ragályos bőrbaj, a tarlósömörnek egy változata, járványszerűen terjedt, Pamphilosz hatásos kenőcsöt és tapaszt állított össze ellene, és ezek eladásából nagy vagyonra tett szert. Egy gyógyszertani munkát írt „Peri pharmakón” címmel, amelyben betűrendben tárgyalta a különféle gyógynövényeket. Munkái, amelyek elvesztek, Galénosz szerint nélkülözték a kellő önállóságot és sok tévhitet meg babonás felfogást tartalmaztak. Idősebb Plinius is említést tesz róla.